# فریدریش وان گارتنر
 فریدریش وان گارتنر (انگلیسی: Friedrich von Gärtner؛ ۱۰ دسامبر ۱۷۹۱ – ۲۱ آوریل ۱۸۴۷) یک معمار اهل آلمان بود.